# Aglomeracja poznańska
Aglomeracja poznańska – aglomeracja monocentryczna w zachodniej Polsce, w województwie wielkopolskim, obejmująca miasto centralne Poznań oraz okoliczne zurbanizowane gminy.
W zależności od koncepcji i przyjętych kryteriów delimitacji obszarów liczba ludności zamieszkującej aglomerację wynosi od ponad 0,8 mln do 1,18 mln osób.
Według koncepcji przedstawiających zakres obszarowy aglomeracja poznańska obejmuje powierzchnię od 2161,8 do 3719 km².
Miasta zaliczane do aglomeracji poznańskiej: Poznań, Swarzędz, Luboń, Mosina, Puszczykowo, Pobiedziska, Kórnik, Murowana Goślina, Stęszew, Kostrzyn, Buk, Oborniki, Szamotuły i Śrem.

## Koncepcje aglomeracji poznańskiej

### Aglomeracja według P. Swianiewicza i U. Klimskiej

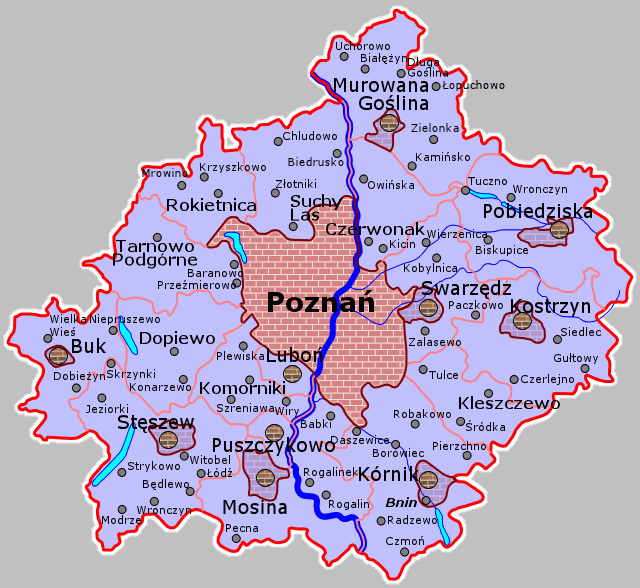
Mapka powiatu poznańskiego i Poznania (koncepcja Swianiewicza i Klimskiej)

W 2005 r. Paweł Swianiewicz oraz Urszula Klimska wyznaczyli obszar aglomeracji poznańskiej obejmującej Poznań oraz wszystkie 17 gmin w powiecie poznańskim. Obszar ten w 2002 r. zamieszkiwało 846 tys. osób. Przy wyznaczaniu aglomeracji przeprowadzono delimitację obszarów przyległych, uwzględniając saldo migracji w latach 1998–2002, gęstość zaludnienia (w 2002 r.), współczynnik zatrudnienia związany z natężeniem dojazdów.
Zgodnie z tą koncepcją obszar aglomeracji poznańskiej obejmuje powierzchnię 2161,8 km², który w 2021 r. zamieszkiwało 979,2 tys. osób.
| Gmina                    | Liczba ludności (31 marca 2021) [osób] | Powierzchnia (1 stycznia 2014) [km²] | Gęstość zaludnienia (31 marca 2021) [osób/km²] |
| ------------------------ | -------------------------------------- | ------------------------------------ | ---------------------------------------------- |
| Poznań                   | 546 859                                | 261,85                               | 2088,4                                         |
| Buk (gmina)              | 12 691                                 | 90,58                                | 140,1                                          |
| Czerwonak (gmina)        | 27 869                                 | 82,48                                | 337,9                                          |
| Dopiewo (gmina)          | 32 854                                 | 108,02                               | 304,1                                          |
| Kleszczewo (gmina)       | 10 512                                 | 74,46                                | 141,2                                          |
| Komorniki (gmina)        | 36 159                                 | 66,41                                | 544,5                                          |
| Kostrzyn (gmina)         | 19 370                                 | 154,81                               | 125,1                                          |
| Kórnik (gmina)           | 33 831                                 | 186,12                               | 181,8                                          |
| Luboń                    | 33 024                                 | 13,51                                | 2444,4                                         |
| Mosina (gmina)           | 34 787                                 | 171,43                               | 202,9                                          |
| Murowana Goślina (gmina) | 16 896                                 | 172,23                               | 98,1                                           |
| Pobiedziska (gmina)      | 20 940                                 | 189,58                               | 110,5                                          |
| Puszczykowo              | 9470                                   | 16,39                                | 577,8                                          |
| Rokietnica (gmina)       | 22 270                                 | 79,30                                | 280,8                                          |
| Stęszew (gmina)          | 15 373                                 | 175,02                               | 87,8                                           |
| Suchy Las (gmina)        | 19 889                                 | 116,01                               | 171,4                                          |
| Swarzędz (gmina)         | 55 221                                 | 101,78                               | 542,6                                          |
| Tarnowo Podgórne (gmina) | 31 208                                 | 101,75                               | 306,7                                          |
| Razem (aglomeracja)      | 979 223                                | 2161,73                              | 453,0                                          |

### Aglomeracja według J. Paryska
W 2008 r. Jerzy Jan Parysek przedstawił, że w skład aglomeracji poznańskiej wchodzą okoliczne miasta i wsie Poznania, w tym: Luboń, Swarzędz, Mosina, Murowana Goślina, Puszczykowo i inne miejscowości. Podał, że obszar aglomeracji zamieszkiwało ponad 800 tys. osób.

### Inne koncepcje
Wiele publikacji podaje liczbę mieszkańców aglomeracji, nie przedstawiając zarazem jej zakresu obszarowego:
- według programu ESPON obszar funkcjonalny Poznania (FUA, ang. Functional Urban Area) w 2002 r. zamieszkiwało 919 tys. osób[6],
- według Eurostat w 2001 r. (LUZ Poznan, ang. Larger Urban Zone) – 1 009 958 mieszkańców i obszar 3719 km²[7][2], które dane przyjął też T. Markowski[8],
- według Eurostat w 2004 r. (LUZ Poznan, ang. Larger Urban Zone) – 1 018 511 mieszkańców[2][7],
- według Eurostat 1 stycznia 2012 r. (LUZ Poznan, ang. Larger Urban Zone) – szacunkowo 963 332 mieszkańców[9].

## Współpraca samorządów, związki samorządów
15 maja 2007 r. w Sali Renesansowej poznańskiego ratusza podpisano Porozumienie o współpracy pomiędzy samorządami aglomeracji poznańskiej. Na mocy tego porozumienia powołano Radę Aglomeracji będącą stałą konferencją wójtów i burmistrzów gmin powiatu poznańskiego oraz Prezydenta Poznania i starosty powiatu poznańskiego. W czerwcu 2008 r. do porozumienia przystąpiły gminy: Śrem i Szamotuły, zaś w dniu 28 listopada 2008 porozumienie podpisały także władze gminy Skoki.

### Gospodarka Odpadami Aglomeracji Poznańskiej
30 września 2010 r. powstał związek międzygminny „Gospodarka Odpadami Aglomeracji Poznańskiej” zrzeszający 9 gmin: Buk, Czerwonak, Kleszczewo, Kostrzyn, Murowana Goślina, Oborniki, Pobiedziska, Poznań, Swarzędz. Przedmiotem działalności jest współpraca samorządów w zakresie gospodarki odpadami.

### Transport Aglomeracji Poznańskiej
Od 9 listopada 2010 r. władze Poznania, gminy Dopiewo, Lubonia, gminy Mosina, Puszczykowa są w trakcie ustanawiania związku międzygminnego „Transport Aglomeracji Poznańskiej”. Związek ma być nowym organizatorem transportu zbiorowego na terenie gmin go tworzących.
Zarząd Transportu Miejskiego w Poznaniu organizujący komunikację miejską w Poznaniu wyznaczył strefę taryfową B, która obejmuje 38 podmiejskich miejscowości oraz strefę C, która obejmuje kolejne 25 miejscowości. PKP Polskie Linie Kolejowe S.A. usprawnią podróżowanie w obrębie aglomeracji poznańskiej. Przeprowadzona modernizacja taboru kolejowego, umożliwi pociągom rozwijać prędkości do 100 km/h.

### Metropolia Poznań
18 lutego 2011 r. odbyło się spotkanie założycielskie stowarzyszenia „Metropolia Poznań”, które powstało na bazie Rady Aglomeracji Poznańskiej działającej w oparciu o porozumienie z 2007 r. Stowarzyszenie podjęło sobie za cel wspierać idee samorządu terytorialnego oraz chronić wspólne interesy członków stowarzyszenia, a w szczególności wspierać rozwój społeczno-gospodarczy aglomeracji poznańskich oraz współpracę gmin i powiatów.
Członkami stowarzyszenia Metropolia Poznań są władze Poznania, powiatu poznańskiego oraz władze samorządowe gmin: Buk, Czerwonak, Dopiewo, Kleszczewo, Komorniki, Kostrzyn, Luboń, Mosina, Murowana Goślina, Oborniki, Pobiedziska, Puszczykowo, Rokietnica, Skoki, Stęszew, Suchy Las, Swarzędz, Szamotuły, Śrem, Tarnowo Podgórne.

## Obszar metropolitalny Poznania
Według programu ESPON obszar metropolitalny Poznania jest Europejskim Metropolitalnym Obszarem Wzrostu tzw. MEGA (ang. Metropolitan European Growth Areas). Obszar ten został scharakteryzowany jako słabo wykształcona metropolia (ang. weak MEGA).
Według „Koncepcji Przestrzennego Zagospodarowania Kraju 2030” z 2011 r. Poznań jest przedstawiany jako 1 z 10 ośrodków metropolitalnych w Polsce. W koncepcji zwrócono uwagę, że Poznań ma słabo rozwinięte funkcje metropolitalne w porównaniu do miast podobnej wielkości z Europy Zachodniej, w związku z tym Poznań ujęto jako ośrodek metropolitalny (wymóg ustawowy) na podstawie kryteriów odnoszących się głównie do funkcji w systemie osadniczym kraju. Granice obszarów metropolitalnych nie zostały jeszcze wytyczone przez właściwe zespoły rządowo-samorządowe.